# Synagoga Chóralna w Moskwie
Synagoga Chóralna w Moskwie (ros. Московская Хopaльнaя Cинaгoга) – główna synagoga Rosji i dawniej Związku Radzieckiego znajdująca się w Moskwie, przy ulicy Bolszoj Spasogliniszewskiego.
Synagoga została zbudowana w latach 1891–1906 w stylu eklektycznym według projektu Semena Eibuschitza. Kierował on początkowo pracami, ale po pewnym czasie zastąpił go Roman Klein, który dokończył budowę. Najbardziej charakterystycznym elementem synagogi jest kopuła oraz fasada z portykiem podpartym czterema kolumnami. Budynek swoim wyglądem nawiązuje architektonicznie do Wielkiej Synagogi w Warszawie. W synagodze śpiewa sławny chór Michaiła Tureckiego.